# Sauna (película de 2025)
Sauna es una película de drama romántico danesa, dirigida por Mathias Broe y estrenada en 2025. Adaptada de la novela homónima de Mads Ananda Lodahl, la película está protagonizada por Magnus Juhl Andersen como Johan, un hombre gay que vive en Copenhague y que tiene sexo casual libremente en la sauna gay donde trabaja, pero inesperadamente encuentra una conexión romántica más profunda cuando conoce a William (Nina Rask), un hombre trans.
El reparto también incluye a Dilan Amin, Klaus Tange, Peter Oliver Hansen, Morten Burian, Billie N. Hviid Andersen, Theo Suissa, Anton Hjejle, Fuad Gumas, Sam Koosha, Niels Munk Plum, Christian Gade Bjerrum, Kenneth Cockwhore y Daniel Muniz en papeles secundarios.
La película se estrenó el 27 de enero de 2025 en el Festival de Cine de Sundance de 2025.

## Respuesta crítica
David Opie de IndieWire calificó la película con una B+, escribiendo que "el guión de Broe (coescrito con William Lippert) navega hábilmente por un arco narrativo trans que abarca tanto lo positivo como lo negativo sin apoyarse demasiado en uno u otro. Estos altibajos se entrelazan a lo largo de la relación central en la que se basa esta película a medida que sus sentimientos fluyen y refluyen con cada nuevo desarrollo. La química entre los dos protagonistas parece arraigada en algo real, ya sea que estén explorando tentativamente los mundos del otro o haciendo estallar su mundo conjunto a través de arrebatos, e incluso peor, indiferencia". 
Para Ioncinema, Nicholas Bell escribió que "Broe, junto con los guionistas William Lippert y Mads Ananda Lodahl, brindan pocos detalles sobre Johan, quien, antes de ser un chico de pueblo con una relación conflictiva con sus padres, se mudó a Copenhague solo para experimentar el yugo eterno del aislamiento en un centro urbano. Recibimos una conversación significativa sobre el primer enamoramiento sexual de Johan y un orgasmo formativo que fue lo suficientemente poderoso como para hacerle contemplar su relación con el universo. Está claro que William puede ser el primer humano que evoca una relación formativa similar para Johan, pero ambos están cegados por el consuelo físico temporal que pueden brindarse mutuamente como evidencia real de su realización. El orgasmo adolescente de Johan se visualiza más tarde poderosamente durante un momento de desesperación borracha, lo que significa cómo su romance de vía rápida ha fracasado a nivel psíquico".
Olivia Popp escribió para Cineuropa que "Johan ama a William 'tal como es', así que ¿por qué William no puede amarse a sí mismo, incluso si no tiene acceso inmediato a hormonas o cirugía? Broe deja en claro lo que las personas cisgénero dan por sentado: no es tan simple. Y así, el romance central de Sauna queda atrapado entre la necesidad de una persona trans de vivir como es y el deseo de su pareja de expresar amor, dos actos que no deberían estar necesariamente en conflicto pero que terminan chocando debido al sistema en el que viven. Sin embargo, la película aún cierra con una chispa de esperanza satisfactoriamente desafiante. Depende del público decidir si es una equivocación, una muestra de amor verdadero o ambas cosas".